# 紀律部隊
紀律部隊（きりつぶたい、英語: Disciplined Services, Disciplinary forces）とは、香港政府公務員における分類の一種。イギリス統治時代の制度を継承したものであり、アメリカ合衆国における武官組織（Uniformed Services）にも類似する。これは、特別な規律の下に置かれる部隊（部門）を指し、その採用、訓練、業務形態は軍隊と類似する点がある。
香港の紀律部隊は、香港の境内治安、社会の治安維持、災害救助、およびその他の法執行業務を担っている。現在、七つの紀律部隊部門と二つの輔助部隊が存在する。
関連部門に勤務する者が全て紀律人員（英語: disciplined services officer）に属するとは限らない。例えば、文書業務を担当する職員などの事務職や行政職の人員は制服を着用せず、紀律部隊には含まれない。また、警務処交通総部傘下の交通督導員は独自の制服を着用するものの、警務人員とは区別され、紀律部隊としては扱われない。2010年半ばの時点で、紀律部隊の人員は62,000人以上に達し、香港の公務員総数の約3分の1を占めていた。

## 部隊一覧

### 行政長官直属
廉政公署はその他政府部門から独立した紀律部隊であり、行政長官に直属する。

### 保安局管轄下
以下の6つの部隊は保安局の管轄下にある。
- 警務処（輔助警察隊（中国語版）を含む）：警務処（香港警察）は香港最大の政府部門であり、2024年3月31日時点で約3.32万名の職員が紀律人員、その他4,700名が事務職員に属する[3]。
- 消防処（中国語版）（救急救命サービス（中国語版）を含む）[4]
- 海関（中国語版）
- 入境事務処（中国語版）
- 懲教署（中国語版）
- 政府飛行服務隊（輔助隊員組を含む）

#### 輔助部隊
以下の2部隊は保安局管轄下にある輔助部隊であり、正式な紀律部隊とはされない
- 民衆安全服務隊
- 医療輔助隊（中国語版）[5]

## かつて紀律部隊とみなされていたもの
食物環境衛生署管轄下の小販事務隊は制服を着用しているものの、現在では紀律部隊とは扱われない。1979年「公務員薪俸検討第一次報告書」第6.3段によれば、小販事務隊の前身である小販管理隊および一般事務隊は紀律部隊として扱われていた。
1938年成立の後備消防隊は消防処傘下にあった輔助紀律部隊で、主に志願制の消防団員からなっていた。正規消防人員による消防任務執行の補助を担当したが、1975年に解散となった。

## 警務処組織図
2020年7月1日以降のものである：
|  |  |            |            |            |            |              |              |                    |                    |                    |                    |                    |                    |                  |                  |          |          |                  |                  |                  |                  |                  |                  | 警務處       |              |              |              |              |              |                        |                        |                        |                        |                        |                        |                    |                    |                    |                    |                    |                    |                |                |                |                |              |              |                    |                    |                    |                    |                    |                    |                    |                    |                    |                    |                    |                    |                  |                  |                  |                  |                  |                  |  |  |  |  |                    |                    |                    |                    |                    |                    |  |  |  |  |  |  |  |  |
|  |  |            |            |            |            |              |              |                    |                    |                    |                    |                    |                    |                  |                  |          |          |                  |                  |                  |                  |                  |                  | 警務處處長   |              |              |              |              |              |                        |                        |                        |                        |                        |                        |                    |                    |                    |                    |                    |                    |                |                |                |                |              |              |                    |                    |                    |                    |                    |                    |                    |                    |                    |                    |                    |                    |                  |                  |                  |                  |                  |                  |  |  |  |  |                    |                    |                    |                    |                    |                    |  |  |  |  |  |  |  |  |
|  |  |            |            |            |            |              |              |                    |                    |                    |                    |                    |                    |                  |                  |          |          |                  |                  |                  |                  |                  |                  |              |              |              |              |              |              |                        |                        |                        |                        |                        |                        |                    |                    |                    |                    |                    |                    |                |                |                |                |              |              |                    |                    |                    |                    |                    |                    |                    |                    |                    |                    |                    |                    |                  |                  |                  |                  |                  |                  |  |  |  |  |                    |                    |                    |                    |                    |                    |  |  |  |  |  |  |  |  |
|  |  |            |            |            |            |              |              |                    |                    |                    |                    |                    |                    |                  |                  |          |          |                  |                  |                  |                  |                  |                  |              |              |              |              |              |              |                        |                        |                        |                        |                        |                        |                    |                    |                    |                    |                    |                    |                |                |                |                |              |              |                    |                    |                    |                    |                    |                    |                    |                    |                    |                    |                    |                    |                  |                  |                  |                  |                  |                  |  |  |  |  |                    |                    |                    |                    |                    |                    |  |  |  |  |  |  |  |  |
|  |  |            |            |            |            | 警務處副處長 | 警務處副處長 | 警務處副處長       | 警務處副處長       | 警務處副處長       | 警務處副處長       |                    |                    |                  |                  |          |          |                  |                  |                  |                  |                  |                  | 警務處副處長 | 警務處副處長 | 警務處副處長 | 警務處副處長 | 警務處副處長 | 警務處副處長 |                        |                        |                        |                        |                        |                        |                    |                    |                    |                    | 警務處副處長       | 警務處副處長       | 警務處副處長   | 警務處副處長   | 警務處副處長   | 警務處副處長   |              |              |                    |                    |                    |                    |                    |                    |                    |                    |                    |                    |                    |                    |                  |                  |                  |                  |                  |                  |  |  |  |  |                    |                    |                    |                    |                    |                    |  |  |  |  |  |  |  |  |
|  |  |            |            |            |            | 警務處副處長 | 警務處副處長 | 警務處副處長       | 警務處副處長       | 警務處副處長       | 警務處副處長       | （行動）           | （行動）           | （行動）         | （行動）         | （行動） | （行動） |                  |                  |                  |                  |                  |                  | 警務處副處長 | 警務處副處長 | 警務處副處長 | 警務處副處長 | 警務處副處長 | 警務處副處長 |                        |                        |                        |                        |                        |                        | （管理）           | （管理）           | （管理）           | （管理）           | （管理）           | （管理）           | 警務處副處長   | 警務處副處長   | 警務處副處長   | 警務處副處長   |              |              |                    |                    |                    |                    |                    |                    |                    |                    | （國家安全）       | （國家安全）       | （國家安全）       | （國家安全）       | （國家安全）     | （國家安全）     |                  |                  |                  |                  |  |  |  |  |                    |                    |                    |                    |                    |                    |  |  |  |  |  |  |  |  |
|  |  |            |            |            |            |              |              |                    |                    |                    |                    | （行動）           | （行動）           | （行動）         | （行動）         | （行動） | （行動） |                  |                  |                  |                  |                  |                  |              |              |              |              |              |              |                        |                        |                        |                        |                        |                        | （管理）           | （管理）           | （管理）           | （管理）           | （管理）           | （管理）           |                |                |                |                |              |              |                    |                    |                    |                    |                    |                    |                    |                    | （國家安全）       | （國家安全）       | （國家安全）       | （國家安全）       | （國家安全）     | （國家安全）     |                  |                  |                  |                  |  |  |  |  |                    |                    |                    |                    |                    |                    |  |  |  |  |  |  |  |  |
|  |  |            |            |            |            |              |              |                    |                    |                    |                    |                    |                    |                  |                  |          |          |                  |                  |                  |                  |                  |                  |              |              |              |              |              |              |                        |                        |                        |                        |                        |                        |                    |                    |                    |                    |                    |                    |                |                |                |                |              |              |                    |                    |                    |                    |                    |                    |                    |                    |                    |                    |                    |                    |                  |                  |                  |                  |                  |                  |  |  |  |  |                    |                    |                    |                    |                    |                    |  |  |  |  |  |  |  |  |
|  |  | 行動處處長 | 行動處處長 | 行動處處長 | 行動處處長 | 行動處處長   | 行動處處長   |                    |                    | 刑事及保安處處長   | 刑事及保安處處長   | 刑事及保安處處長   | 刑事及保安處處長   | 刑事及保安處處長 | 刑事及保安處處長 |          |          | 人事及訓練處處長 | 人事及訓練處處長 | 人事及訓練處處長 | 人事及訓練處處長 | 人事及訓練處處長 | 人事及訓練處處長 | 監管處處長   | 監管處處長   | 監管處處長   | 監管處處長   | 監管處處長   | 監管處處長   | 財務、政務及策劃處處長 | 財務、政務及策劃處處長 | 財務、政務及策劃處處長 | 財務、政務及策劃處處長 | 財務、政務及策劃處處長 | 財務、政務及策劃處處長 |                    |                    |                    |                    | 國家安全處處長     | 國家安全處處長     | 國家安全處處長 | 國家安全處處長 | 國家安全處處長 | 國家安全處處長 |              |              |                    |                    |                    |                    |                    |                    |                    |                    |                    |                    |                    |                    |                  |                  |                  |                  |                  |                  |  |  |  |  |                    |                    |                    |                    |                    |                    |  |  |  |  |  |  |  |  |
|  |  | 行動處處長 | 行動處處長 | 行動處處長 | 行動處處長 | 行動處處長   | 行動處處長   | 警務處高級助理處長 | 警務處高級助理處長 | 警務處高級助理處長 | 警務處高級助理處長 | 警務處高級助理處長 | 警務處高級助理處長 | 刑事及保安處處長 | 刑事及保安處處長 |          |          | 人事及訓練處處長 | 人事及訓練處處長 | 人事及訓練處處長 | 人事及訓練處處長 | 人事及訓練處處長 | 人事及訓練處處長 | 監管處處長   | 監管處處長   | 監管處處長   | 監管處處長   | 監管處處長   | 監管處處長   | 財務、政務及策劃處處長 | 財務、政務及策劃處處長 | 財務、政務及策劃處處長 | 財務、政務及策劃處處長 | 財務、政務及策劃處處長 | 財務、政務及策劃處處長 | 警務處高級助理處長 | 警務處高級助理處長 | 警務處高級助理處長 | 警務處高級助理處長 | 警務處高級助理處長 | 警務處高級助理處長 | 國家安全處處長 | 國家安全處處長 | 國家安全處處長 | 國家安全處處長 |              |              | 警務處高級助理處長 | 警務處高級助理處長 | 警務處高級助理處長 | 警務處高級助理處長 | 警務處高級助理處長 | 警務處高級助理處長 | 警務處高級助理處長 | 警務處高級助理處長 | 警務處高級助理處長 | 警務處高級助理處長 | 警務處高級助理處長 | 警務處高級助理處長 | 首長級乙級政務官 | 首長級乙級政務官 | 首長級乙級政務官 | 首長級乙級政務官 | 首長級乙級政務官 | 首長級乙級政務官 |  |  |  |  | 警務處高級助理處長 | 警務處高級助理處長 | 警務處高級助理處長 | 警務處高級助理處長 | 警務處高級助理處長 | 警務處高級助理處長 |  |  |  |  |  |  |  |  |
|  |  |            |            |            |            |              |              | 警務處高級助理處長 | 警務處高級助理處長 | 警務處高級助理處長 | 警務處高級助理處長 | 警務處高級助理處長 | 警務處高級助理處長 |                  |                  |          |          |                  |                  |                  |                  |                  |                  |              |              |              |              |              |              |                        |                        |                        |                        |                        |                        | 警務處高級助理處長 | 警務處高級助理處長 | 警務處高級助理處長 | 警務處高級助理處長 | 警務處高級助理處長 | 警務處高級助理處長 |                |                |                |                |              |              | 警務處高級助理處長 | 警務處高級助理處長 | 警務處高級助理處長 | 警務處高級助理處長 | 警務處高級助理處長 | 警務處高級助理處長 | 警務處高級助理處長 | 警務處高級助理處長 | 警務處高級助理處長 | 警務處高級助理處長 | 警務處高級助理處長 | 警務處高級助理處長 | 首長級乙級政務官 | 首長級乙級政務官 | 首長級乙級政務官 | 首長級乙級政務官 | 首長級乙級政務官 | 首長級乙級政務官 |  |  |  |  | 警務處高級助理處長 | 警務處高級助理處長 | 警務處高級助理處長 | 警務處高級助理處長 | 警務處高級助理處長 | 警務處高級助理處長 |  |  |  |  |  |  |  |  |
|  |  | 行動部     | 行動部     | 行動部     | 行動部     | 行動部       | 行動部       |                    |                    | 刑事部             | 刑事部             | 刑事部             | 刑事部             | 刑事部           | 刑事部           |          |          | 人事部           | 人事部           | 人事部           | 人事部           | 人事部           | 人事部           | 資訊科技部   | 資訊科技部   | 資訊科技部   | 資訊科技部   | 資訊科技部   | 資訊科技部   | 財務部                 | 財務部                 | 財務部                 | 財務部                 | 財務部                 | 財務部                 |                    |                    |                    |                    | 國家安全處         | 國家安全處         | 國家安全處     | 國家安全處     | 國家安全處     | 國家安全處     |              |              |                    |                    |                    |                    |                    |                    |                    |                    |                    |                    |                    |                    |                  |                  |                  |                  |                  |                  |  |  |  |  |                    |                    |                    |                    |                    |                    |  |  |  |  |  |  |  |  |
|  |  | 行動部     | 行動部     | 行動部     | 行動部     | 行動部       | 行動部       | 支援部             | 支援部             | 支援部             | 支援部             | 支援部             | 支援部             | 刑事部           | 刑事部           |          |          | 人事部           | 人事部           | 人事部           | 人事部           | 人事部           | 人事部           | 資訊科技部   | 資訊科技部   | 資訊科技部   | 資訊科技部   | 資訊科技部   | 資訊科技部   | 財務部                 | 財務部                 | 財務部                 | 財務部                 | 財務部                 | 財務部                 | 保安部             | 保安部             | 保安部             | 保安部             | 保安部             | 保安部             | 國家安全處     | 國家安全處     | 國家安全處     | 國家安全處     |              |              | 警察學院           | 警察學院           | 警察學院           | 警察學院           | 警察學院           | 警察學院           | 服務質素監察部     | 服務質素監察部     | 服務質素監察部     | 服務質素監察部     | 服務質素監察部     | 服務質素監察部     | 政務部           | 政務部           | 政務部           | 政務部           | 政務部           | 政務部           |  |  |  |  |                    |                    |                    |                    |                    |                    |  |  |  |  |  |  |  |  |
|  |  | 公共關係部 | 公共關係部 | 公共關係部 | 公共關係部 | 公共關係部   | 公共關係部   | 支援部             | 支援部             | 支援部             | 支援部             | 支援部             | 支援部             |                  |                  |          |          |                  |                  |                  |                  |                  |                  |              |              |              |              |              |              |                        |                        |                        |                        |                        |                        | 保安部             | 保安部             | 保安部             | 保安部             | 保安部             | 保安部             | 策劃及發展部   | 策劃及發展部   | 策劃及發展部   | 策劃及發展部   | 策劃及發展部 | 策劃及發展部 | 警察學院           | 警察學院           | 警察學院           | 警察學院           | 警察學院           | 警察學院           | 服務質素監察部     | 服務質素監察部     | 服務質素監察部     | 服務質素監察部     | 服務質素監察部     | 服務質素監察部     | 政務部           | 政務部           | 政務部           | 政務部           | 政務部           | 政務部           |  |  |  |  |                    |                    |                    |                    |                    |                    |  |  |  |  |  |  |  |  |
|  |  | 公共關係部 | 公共關係部 | 公共關係部 | 公共關係部 | 公共關係部   | 公共關係部   | 警察總區           |                    |                    |                    |                    |                    |                  |                  |          |          |                  |                  |                  |                  |                  |                  |              |              |              |              |              |              |                        |                        |                        |                        |                        |                        |                    |                    |                    |                    |                    |                    | 策劃及發展部   | 策劃及發展部   | 策劃及發展部   | 策劃及發展部   | 策劃及發展部 | 策劃及發展部 |                    |                    |                    |                    |                    |                    |                    |                    |                    |                    |                    |                    |                  |                  |                  |                  |                  |                  |  |  |  |  |                    |                    |                    |                    |                    |                    |  |  |  |  |  |  |  |  |

## 歴史
1841年1月25日、イギリス軍が現在の香港島水坑口街の地点に上陸、翌日には上環で初の英国国旗掲揚式を行い、香港島の統治開始を宣言。
1841年1月28日、ヴィクトリア女王がチャールズ・エリオットにイギリス領香港の民政を担当させる。
1841年4月30日、ヴィクトリア監獄を設置しウィリアム・ケインに管掌させる。ケインは同時に総裁判官および警司を兼任。
1841年8月11日、ヘンリー・ポッティンジャーがエリオットに代わり総警司に就任。
1842年8月29日、南京条約調印。
1843年6月26日、香港はイギリスの殖民地となり、ポッティンジャーが初代香港総督に就任。
1844年5月1日、政庁は公報にて、香港警察の成立を正式に表明。ロンドン警視庁設置から12年しか経っていなかった。
1860年10月24日、北京条約に調印。九龍界限街以南がイギリスへ割讓される。
1868年5月9日、初期の消防隊が成立、チャールズ・メイが消防監督に就任。
1879年5月、監獄処が警察から分離され、独立部門となる。
1898年6月9日、展拓香港界址専条調印。九龍界限街以北の新界が1997年6月30日までの99年間イギリスへ租借される。
1909年9月、進出口署隷下に緝私小組が設置される。進出口署はのちに工商署となる（このため、海関はかつて「工記」と俗称された）。
1919年、第一次世界大戦後に救護バイクが初めて導入され、消防隊傘下に救護車隊が成立する。緊急事件は警察および消防救護車が、緊急性の低い事故は医務衛生署が処理することとなる。
1941年1月、消防隊が警察から分離され、独立部門となる。
1950年、香港初の輔助紀律部隊として医療輔助隊が成立。
1952年、民衆安全服務隊が成立。二番目の輔助部隊。
1953年、政庁所有の全救急車が消防隊の管理下に移される。
1961年4月、『1960年トレンチ報告書』の提案により、消防隊が消防事務処に改称される。
1961年6月7日、「入境事務隊条例草案」が第一読会にかけられる。当時署理輔政司（現在の政務司司長）であったエドモンド・ティーズレールは、議事堂内で立法局議員に対してこう説明した：
| 「 | 議員の皆様におかれましてはご承知のとおり、多くの地域では出入境管理は独立した部門または専門の隊伍によって実施されております。しかし、一部の植民地では、この重要な職務が警察隊によって兼任されており、現在の香港も同様に、警察が出入境管理を担っております。しかし、政府は今こそ変革の時であると考えております。職務を分割することで、必ずや多くの利点が生まれることでしょう。 現在、警察入境管制部に所属する警務人員は、昇進や異動により警察内の他部門へ配属されることがあり、それにより入境管理を担う警務人員の専門知識や執法経験が継承されにくい状況にあります。とりわけ、現在の香港は極めて特殊な局面に直面しており、今こそ警察から入境事務部を分離し、独立した入境事務隊を設立すべき時であります。この新たな組織は、入境事務を専門とする部門首長の指揮のもと、全職員が一丸となって業務に専念できる体制を整えるものであります。これにより、入境事務部に所属する警務人員は、異動後に純粋に警務活動に集中できるようになり、一方で入境事務部に残る人員は、新設される独立部門において、より明確な職務の発展と昇進の機会を享受できるようになるのです。 本条例草案の目的は、入境事務隊の設立にあります。このうち、対外的な業務を担う事務隊人員は制服を着用し、正式な紀律部隊としての役割を果たすこととなります。すべての事務隊人員は、消防隊や緝私隊と同様に、殖民条例および常規命令の厳格な規律の下に置かれることになります。また、本条例に基づき、初級人員が軽微な違反を犯した場合、その処分は助理処長が担当し、当該人員には処長への上訴権が与えられます。さらに、本条例第12条は、事務隊人員に逮捕権を付与するものであり、具体的な逮捕対象となる犯罪については後ほど詳述いたします。しかし、この逮捕権は、現行の警察隊が同種の犯罪を処理する際の権限と同様のものであります。また、条例には明確に規定されているとおり、被拘束者が直ちに裁判官の前に連行されるか釈放されない場合、いかなる状況であっても、逮捕後12時間以内に警察署へと移送されなければなりません。なお、紀律部隊としての懲戒処分に関する規定については、条例草案の第四部に詳述されており、その内容は概ね現行の警察隊の規則と同様のものとなっております。 | 」 |

1961年8月2日、第二読会後に全体委員会において法案の第1から23条が通過、第三読会にて法案が成立。
1961年8月4日、入境事務隊が警察から分離され、正式に独立部門となる。
1963年9月、立法を経て、緝私隊（現在の海関）が正式に紀律部隊として位置付けられる。
1966年、救護車服務が半独立的な救護車服務組に改組、全人員が特別な訓練を受けた救護人員となる。
1974年、総督特派廉政専員公署（現在の廉政公署）成立。
1977年、緝私隊が香港海関に改称。
1982年、海関が正式に独立した政府部門となる。
1980年代、香港の公務員人数が著しく増加し、紀律部隊の編制もまた拡充が進められる。
2012年、1970年代から1980年代に採用された紀律部隊人員の退職が始まり、5年間で最大8,700人（年間平均1,740人）が退職する見込みとなった。これは過去5年間の退職者数（6,246人）と比較して大幅な増加となった。公務員事務局によれば、以降10年間においても紀律部隊の退職者数は年間平均1,700人から1,800人の水準を維持するとされ、これは紀律部隊職系全体の3.3％から3.4％に相当すると見込まれた。
紀律部隊人員総工会の林国豪主席は、総工会が2012年7月初めに二つの作業部会を設立し、旧来の長俸制（2000年まで存在した、退職後、退職金とは別に毎月支給される俸禄）および新しい強制積金制度のもとでの紀律部隊人員の定年延長の実施可能性、影響、福祉に関する研究を進めていることを明らかにした。林は、長俸制人員の「翻閹（再任用）」制度は既に存在しており、新たな制度や立法を設ける必要はないと指摘した。ただし、この制度の適用には公務員事務局の承認が必要であり、現在、香港警務処では引き続き運用されているものの、他の紀律部隊ではあまり活用されていない状況にあるため、当局に対し承認条件の緩和を求めるとともに、必要に応じて柔軟に再任用枠を設定できるよう制度を調整し、退職ラッシュによる経験豊富な人材の流出を緩和すべきであると提言した。
2019年11月中旬、反修例運動を受け、警務処処長は暴動鎮圧装備の使用に熟練した懲教署人員100名未満を特務警察に任命した。
2019年11月末の報道によると、警務処処長は約140名から150名の税関および入境事務処職員を特務警察として任命した。これらの職員は4日間の訓練を経て実務に投入され、警察隊の支援業務に従事した。主な任務は、高リスク施設の警備であり、前線での衝突対応に関与することはほとんどなかったとされている。
2020年5月末、『サウスチャイナ・モーニング・ポスト』紙の報道によれば、警務処処長は約130名の消防員および救急隊員を特務警察に任命した。また、一部の政府飛行服務隊隊員も特務警察に加わる予定であると報じられた。

## 装備
第238章「火器及弾薬条例」に基づき、警務処（輔警含む）、海関、懲教署、廉政公署、政府飛行服務隊、入境事務処は、銃器を管理し運用する権限が与えられた紀律部隊である。
銃器の使用方針は、各部門および部隊の権限に応じて異なっており、なかでも警務処と税関は、最も多くの銃器を保有し、職員の携行率も最も高い。各部門および部隊が配備する銃器の種類も異なるが、基本的な制式装備は拳銃である。最も広く使用されているのはS&W M10（4インチ重量銃身モデル）であり、次いでグロック17およびグロック19が普及している。
銃器の使用を学ぶだけでなく、上述の紀律部隊人員は武器使用の訓練も受ける必要がある。また、状況に応じて催涙スプレーや伸縮式警棒などの装備を携行し、日常業務に対応する。

## 備考
民衆安全服務隊および医療輔助隊は志願制の輔助紀律部隊であり、正規の紀律部隊ではない。
上述した紀律部隊のうち、懲教署、入境事務処、警務処、廉政公署、海関には、身体捜査の権限が付与されている。また入境事務処、警務処、廉政公署、海関は、それぞれの関連法に基づく逮捕権を有している（行使の際には身分を明示しなければならない）。懲教署職員が、特務警察の職務を執行していない期間において自由人を逮捕する場合、または非紀律部隊の職員が他者を逮捕する場合、それは私人逮捕権の行使となる。なお、この逮捕の対象は、法定刑が12か月以上の懲役を科されうる犯罪に限定される。